# Elektronska ljuska
Elektronska ljuska ili energetski nivo je zamišljena putanja elektrona. Postoji 7 elektronskih ljusaka, a označavaju se slovima K, L, M,N, O, P i Q. U istu ljusku dolaze elektroni koji imaju međusobno podjednaku energiju, a što imaju veću energiju nalaze se u ljuskama dalje od jezgre.
Formula za broj elektrona u ljusci je 2 x n 2, a n označava redni broj ljuske.
Unutar ljusaka postoje orbitale ili podljuske.U jednu orbitalu stanu 2 elektrona koji moraju imati istu energiju i obrnuti spin.
Četiri vrste orbitala: 
- s (jedna)
- p (tri)
- d (pet)
- f (sedam)

K(n=1) popunjava se prva
L(n=2) popunjava se druga 
M(n=3) popunjava se treća
N(n=4) popunjava se četvrta
O(n=5) popunjava se peta
P(n=6) popunjava se šesta
Q(n=7) popunjava se sedma
Popunjavanje:
1S -> 2S -> 2P -> 3S -> 3P -> 4S -> 3D -> 4P -> 5S -> 5P -> 6S -> 4F